# Eyes Without a Face
«Eyes Without a Face» (с англ. — «Глаза без лица») — второй сингл британского певца Билли Айдола из его второго студийного альбома Rebel Yell. Вышел 29 мая 1984 года. Песня, занявшая четвёртое место в Billboard Hot 100, стала первым хитом Айдола, проникшим в первую десятку этого чарта.

## О песне
Песня, имеющая мягкое балладное звучание, была написана совместно с гитаристом Стивом Стивенсом.
В примечаниях к альбому Rebel Yell Билли Айдол отмечает, что эта песня была одной из трёх первых, написанных для альбома (остальные — заглавная песня альбома и «(Do Not) Stand in the Shadows»). Песня была записана в Нью-Йорке на Electric Lady Studios. При записи была использована драм-машина Linn, басовые партии были сыграны Стивом Вебстером.
Название песни отражает название французско-итальянского фильма 1960 года режиссёра Жоржа Франжю «Глаза без лица» (фр. Les yeux sans visage, англ. Eyes Without a Face). В песне присутствует женский вокал Пэрри Листер, спевшей в припеве название песни по-французски.

## Музыкальное видео
Видеоклип на «Eyes Without a Face» был снят режиссёром Дэвидом Маллетом. В начале клипа среди тьмы перед небольшим источником пламени появляется лицо Билли с презрительным выражением, во время припева появляются три бэк-вокалистки. Далее, во время перехода, в клипе появляется Стив Стивенс, исполняющий соло на бас-гитаре, затем Айдол забегает в окружённый аколитами в мрачных одеждах горящий по периметру шестиугольник. Видеоряд, местами агрессивный, контрастирует с относительно медленным и сдержанным звучанием песни.
Съёмки продолжались в течение трёх дней. После утомительных съёмок, на которых использовались дым-машины, светоустановки и источники открытого огня, Билли Айдол вылетел для выступления в Аризону, где обнаружил, что его контактные линзы пристали к глазам. Его доставили в больницу, где, после снятия линз, на его глаза на три дня была наложена повязка.
Клип был выпущен в июне 1984 года и впоследствии был номинирован на премию MTV Video Music Awards в номинациях «лучший монтаж» и «лучшая операторская работа».

## Списки композиций
| №  | Название              | Длительность |
| -- | --------------------- | ------------ |
| 1. | «Eyes Without a Face» | 4:08         |
| 2. | «The Dead Next Door»  | 3:45         |

| №  | Название              | Длительность |
| -- | --------------------- | ------------ |
| 1. | «Eyes Without a Face» | 4:08         |
| 2. | «Blue Highway»        | 5:05         |

| №  | Название              | Длительность |
| -- | --------------------- | ------------ |
| 1. | «Eyes Without a Face» | 4:08         |
| 2. | «The Dead Next Door»  | 3:45         |
| 3. | «White Wedding»       | 3:30         |
| 4. | «Hole in the Wall»    | 4:14         |

| №  | Название              | Длительность |
| -- | --------------------- | ------------ |
| 1. | «Eyes Without a Face» | 4:58         |
| 2. | «The Dead Next Door»  | 3:45         |
| 3. | «Dancing with Myself» | 6:05         |
| 4. | «Rebel Yell»          | 3:43         |

| №  | Название              | Длительность |
| -- | --------------------- | ------------ |
| 1. | «Eyes Without a Face» | 4:58         |
| 2. | «The Dead Next Door»  | 3:45         |

| №  | Название              | Длительность |
| -- | --------------------- | ------------ |
| 1. | «Eyes Without a Face» | 4:08         |
| 2. | «Eyes Without a Face» | 4:08         |

| №  | Название                        | Длительность |
| -- | ------------------------------- | ------------ |
| 1. | «Eyes Without a Face»           | 4:58         |
| 2. | «Blue Highway»                  | 5:05         |
| 3. | «(Do Not) Stand in the Shadows» | 3:10         |

| №  | Название                               | Длительность |
| -- | -------------------------------------- | ------------ |
| 1. | «Eyes Without a Face» (LP Version)     | 4:58         |
| 2. | «Eyes Without a Face» (Single Version) | 4:08         |

## Чарты
| Чарт (1984)                        | Позиция |
| ---------------------------------- | ------- |
| Бельгия/Фландрия (Ultratop 50)     | 15      |
| Нидерланды (Single Top 100)        | 13      |
| Франция (SNEP)                     | 50      |
| Германия (GfK)                     | 10      |
| Италия (FIMI)                      | 14      |
| Новая Зеландия (Recorded Music NZ) | 4       |
| Швейцария (Schweizer Hitparade)    | 21      |
| Великобритания (OCC UK Singles)    | 18      |
| США (Billboard Hot 100)            | 4       |